# Мостиска
Мости́ска (укр. Мости́ська) — город в Яворовском районе Львовской области Украины. Административный центр Мостисской городской общины.
Расположен на речке Сечне недалеко от украинско-польской границы и в 66 км от Львова.

## История

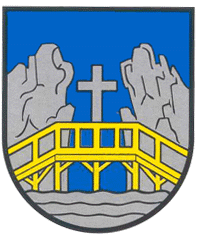
Герб города периода Австрийской империи

Название города происходит от слова «мосты». Первое упоминание о городе встречено в Галицко-Волынской летописи 1244 года.
Селение впервые упоминается в 1392 году, когда владелец села, собираясь в военный поход, передал его вместе с пятью фольварками своей жене. В 1404 году Мостиска получила магдебургское право. Городку разрешалось проводить одну ярмарку в год и еженедельно торги. Городок стал центром староства в составе Перемышльской земли Русского воеводства Польского королевства.
В 1498 году Мостиска подверглась турецко-татарскому нападению, было разрушено и сожжено, вследствие чего город в 1500 году был освобождён на 8 лет от налогов и на 3 года от других повинностей.
В последней трети XVI века держателем Мостиски была Екатерина Гербурт. В XVI веке Мостиска была сильно укреплена, имела замок и на вооружении 37 гаковниц, 5 шмыговниц и 77 ружей. Во время освободительной войны украинского народа 1648—1654 годов крестьянско-казацкое войско под предводительством Богдана Хмельницкого с помощью местного населения взяло город приступом.
После первого раздела Речи Посполитой в 1772 году оказалась в составе Австрийской империи.

### 1918—1939
В 1918 году городок заняли польские войска, 23 декабря 1920 года он стал центром повята в Львовском воеводстве Польской Республики.
1 сентября 1939 года немецкие атаковали Польшу, на территории страны было объявлено военное положение, начались мобилизационные мероприятия.

### 1939—1991

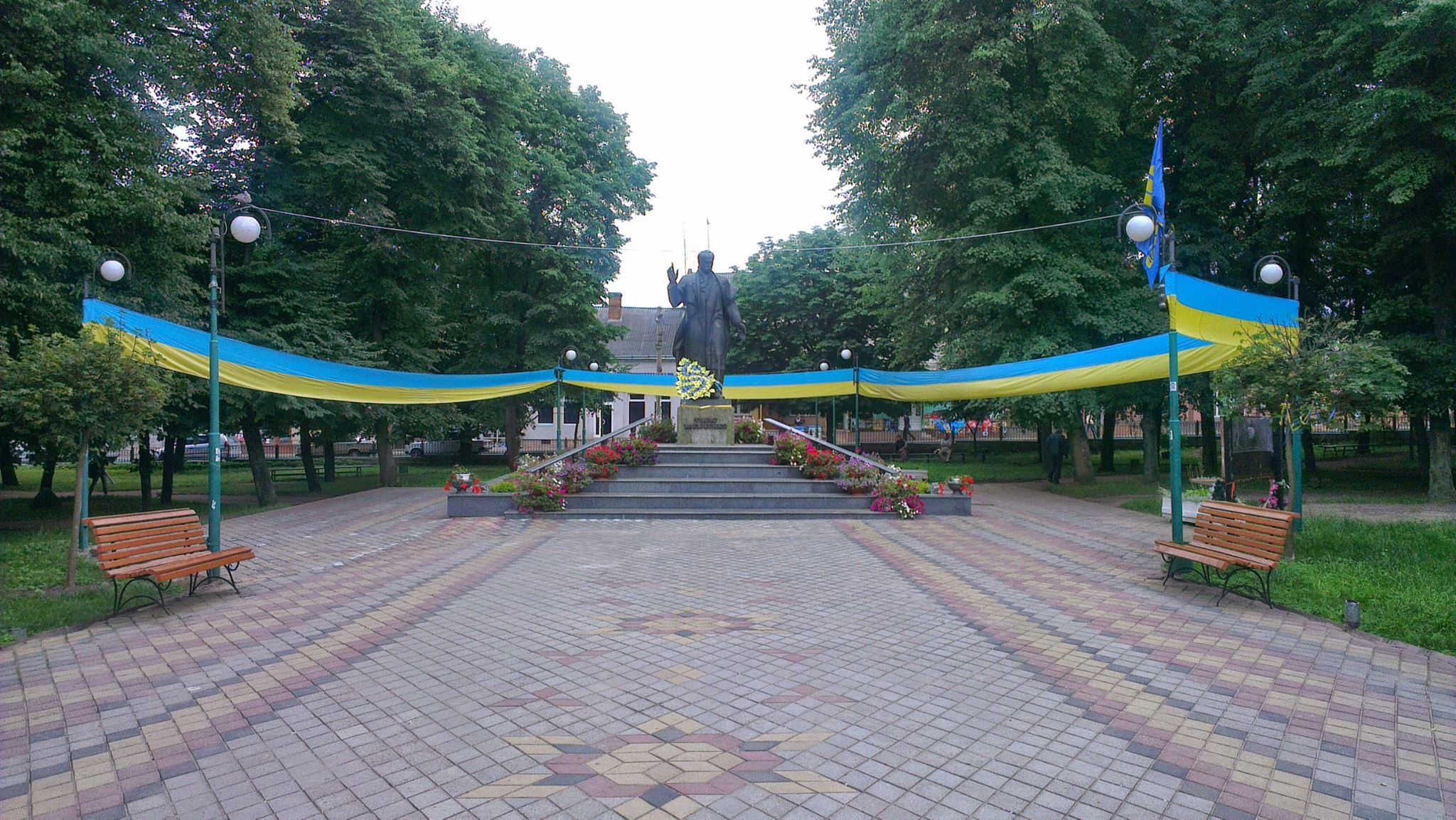
Памятник Тарасу Шевченко на пл. Рынок

17 сентября 1939 года восточную границу Польши пересекли части РККА. 27 октября 1939 года здесь была установлена советская власть.
4 декабря 1939 года стал центром Мостисского уезда Дрогобычской области (Указ Президиума Верховного совета СССР от 4 декабря 1939 года), но с другими органами управления.
17 января 1940 года стал центром Мостисского района Дрогобычской области, здесь началось издание районной газеты.
22 июня 1941 года началась Великая Отечественная война 1941—1945 годов. Советские войска, находившиеся в городе, были подняты по боевой тревоге и выведены в места сосредоточения по плану прикрытия государственной границы.
25 июня 1941 года оккупирован наступавшими гитлеровскими войсками.
24 июля 1944 года в ходе Львовско-Сандомирской наступательной операции был освобождён частями 53-й гв. тбр 6-го гв. танкового корпуса 3-й гвардейской танковой армии 1-го Украинского фронта.
В 1953 году здесь действовали два кирпично-черепичных завода, маслодельный завод, две средние школы, средняя школа рабочей молодёжи, Дом культуры, две библиотеки и клуб пионеров.
21 мая 1959 года город и Мостисский район Дрогобычской области перешли в состав Львовской области.
В 1970 году здесь действовали завод «Электрон» (филиал львовского производственного объединения «Электрон»), маслодельный завод, кирпичные заводы и хлебокомбинат.
В начале 1980х годов здесь действовали завод львовского ПО «Электрон», хлебокомбинат, маслоцех Городокского молочного завода, межколхозная строительная организация, комбинат бытового обслуживания, три общеобразовательные школы, одна музыкальная школа, больница, Дом культуры, два клуба, кинотеатр и четыре библиотеки.
В январе 1989 года численность населения составляла 7840 человек, крупнейшим предприятием являлся завод львовского ПО «Электрон».

### После 1991
В мае 1995 года Кабинет министров Украины утвердил решение о приватизации находившихся в городе молочного завода и райсельхозтехники.
В ходе реорганизации пограничных войск Украины в государственную пограничную службу Украины в 2003 году в райцентре был создан пограничный отряд (Мостиський прикордонний загін) Западного регионального командования ГПСУ (в/ч 1494). 5 июня 2020 года этот пограничный отряд был включён в состав Львовского пограничного отряда.
22 марта 2022 года здесь был развёрнут израильский полевой госпиталь на 150 мест.

## Население
По данным переписи 2001 года, украинцы составляли 79,32 % населения Мостиски, поляки — 18,84 %, русские — 1,42 %.

### Языковой состав
Родной язык населения по данным переписи 2001 года:
| Язык       | Численность, чел. | Доля     |
| ---------- | ----------------- | -------- |
| Украинский | 7 285             | 80,55 %  |
| Польский   | 1 629             | 18,01 %  |
| Русский    | 122               | 1,35 %   |
| Другое     | 8                 | 0,09 %   |
| Итого      | 9 044             | 100,00 % |

Украинский язык является основным и единственным официальным языком города.

## Транспорт
Находится в 4 км от железнодорожной станции Мостиска-1 на линии Львов — Пшемысль. Также через город проходит автотрасса Пшемысль — Львов — Киев.
Здесь находится железнодорожный приграничный пункт пропуска Мостиски-II (на польской стороне — Пшемысль).

## Памятники архитектуры
- Доминиканский костел, 1598 года.
- Костел св. Иоанна Крестителя, 1550 года.
- Церковь Покрова, 1636 года.
- Церковь Вознесения, 1720 года.
- Графский дворец в пригороде Рудники, 1825 года.

## Галерея

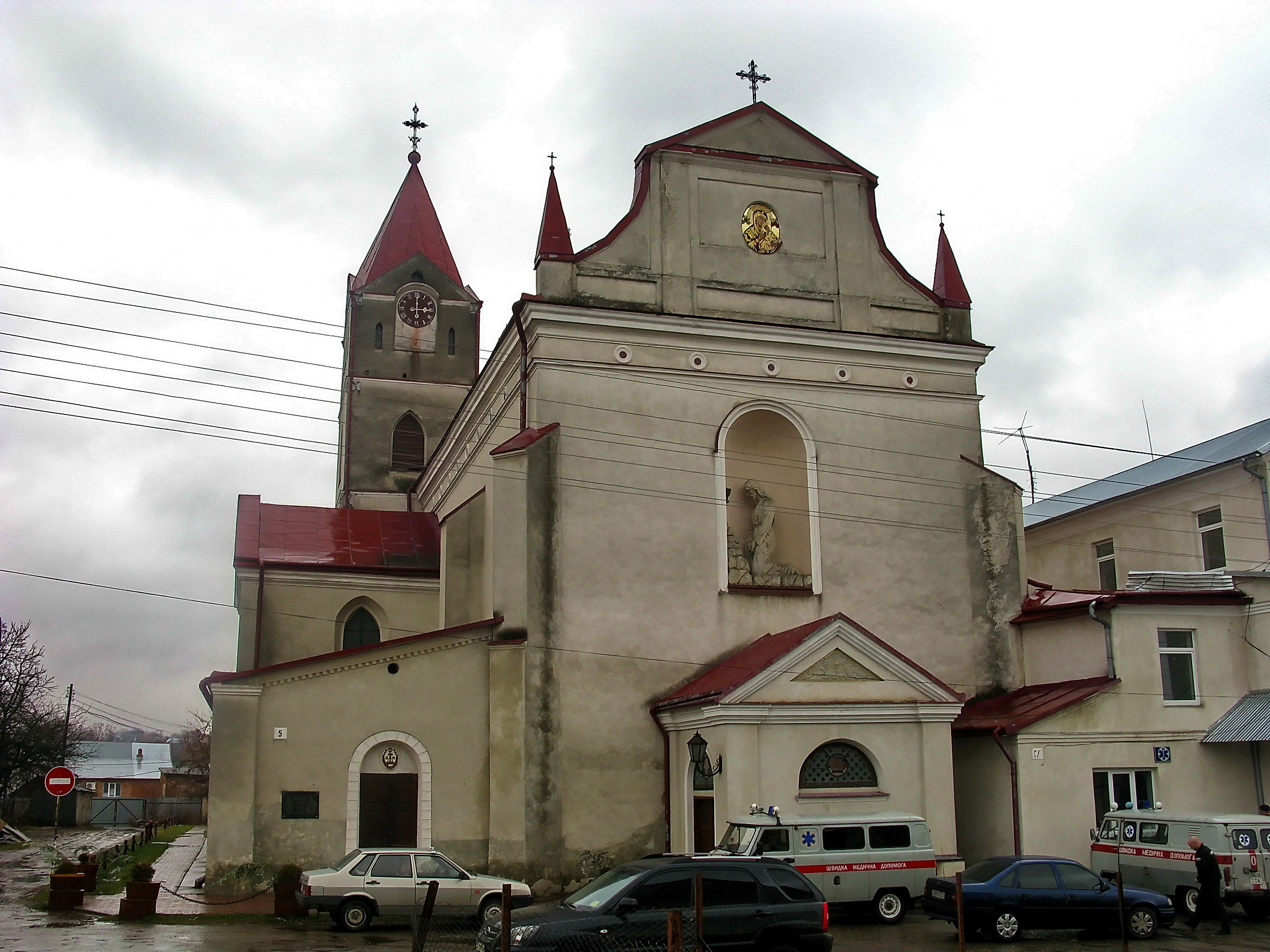
Костел св. Екатерины Александрийской
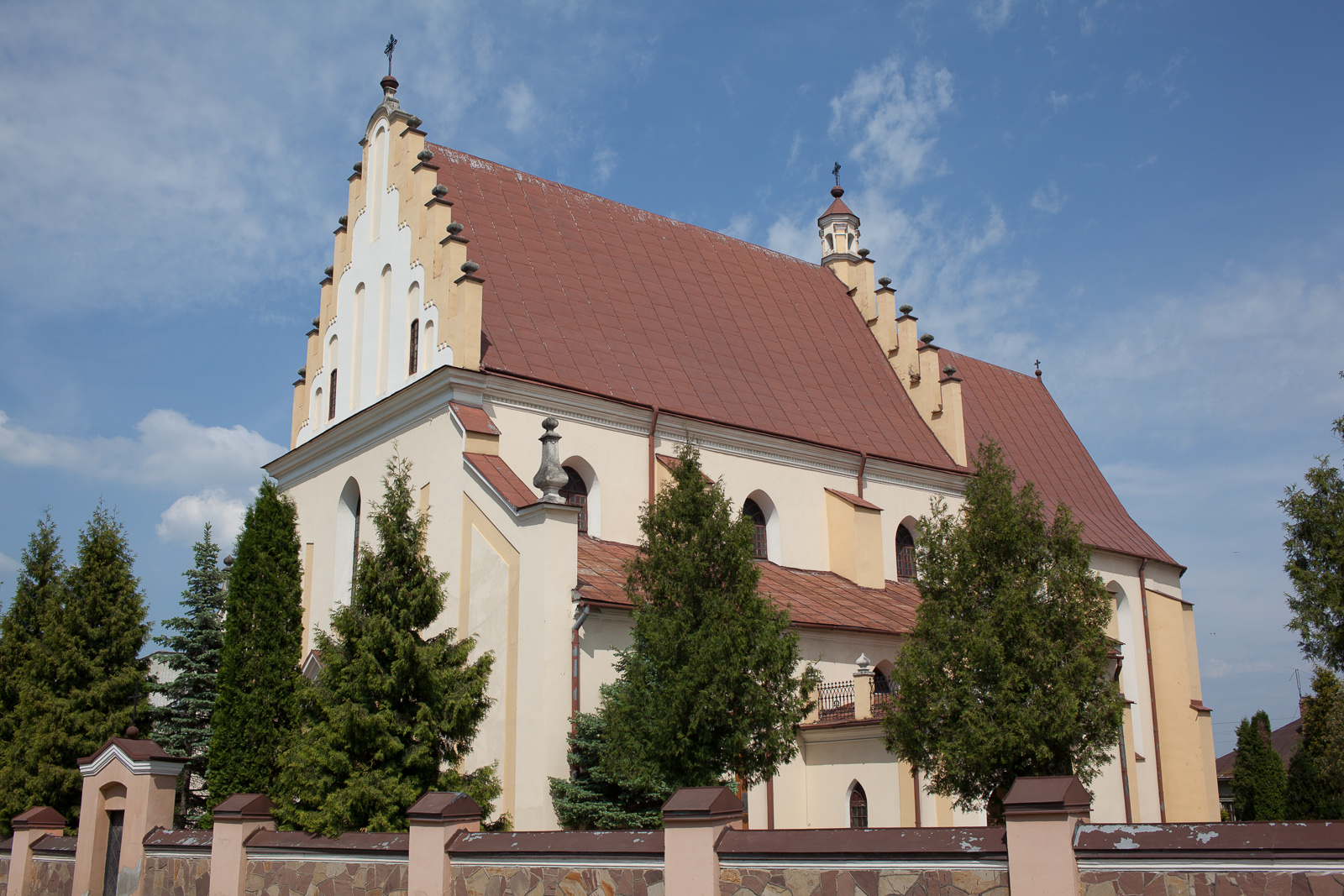
Костёл Иоанна Крестителя
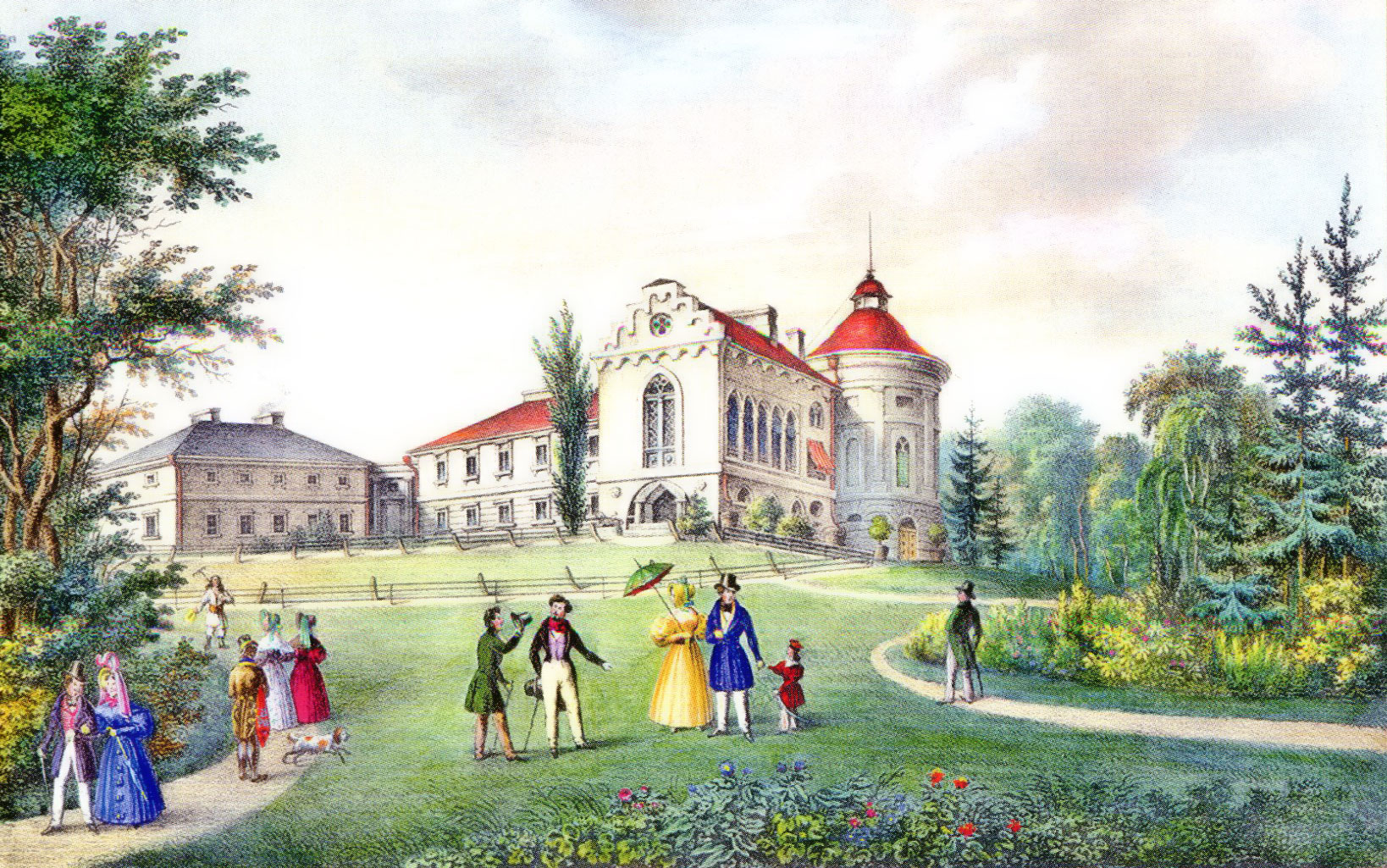
Дворец Страхоцкого (нач. XIX ст.)
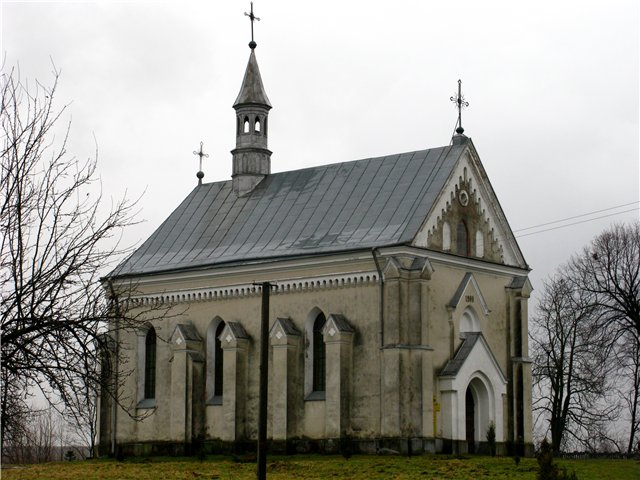
Костёл св. Архангела Михаила
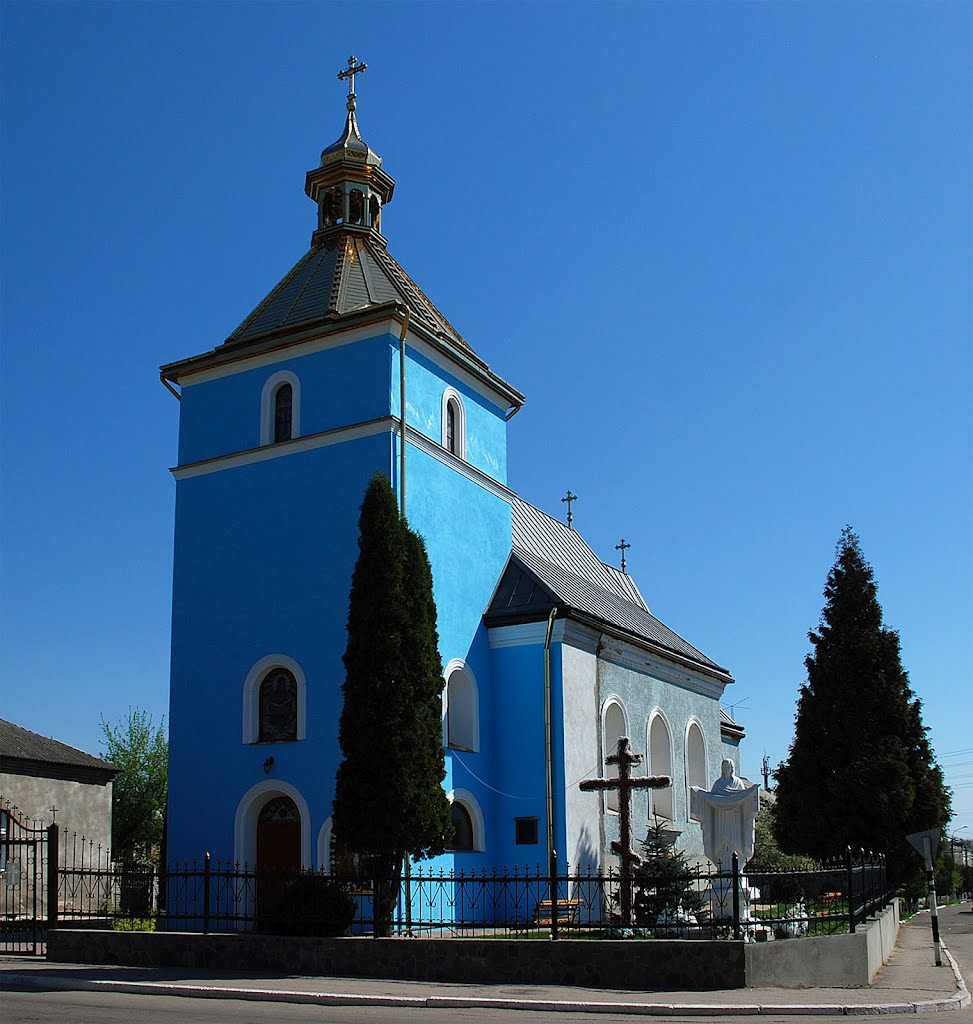
Церковь Покрова Пресвятой Богородицы

## Примечание
1. 1 2 3 4  Мостиска // Большой энциклопедический словарь (в 2-х тт.). / редколл., гл. ред. А. М. Прохоров. том 1. М., "Советская энциклопедия", 1991. стр.844
2. 1 2 3 4 5  Мостиска // Большая Советская Энциклопедия / под ред. А. М. Прохорова. 3-е изд. том 17. М., «Советская энциклопедия», 1974.
3. 1 2  Мостиска // Советский энциклопедический словарь. редколл., гл. ред. А. М. Прохоров. 4-е изд. М., «Советская энциклопедия», 1986. стр.840
4. ↑  Источник. Дата обращения: 21 октября 2022. Архивировано 6 октября 2022 года.
5. 1 2  Національний склад населення міст за переписом 2001 року (укр.). Дата обращения: 30 апреля 2024. Архивировано 2 мая 2019 года.
6. 1 2  МОСТИСЬКА. Андрощук О.В. МОСТИСЬКА // Енциклопедія історії України: Т. 7: Мі-О / Редкол.: В. А. Смолій (голова) та ін. НАН України. Інститут історії України. - К.: В-во "Наукова думка", 2010. - 728 с.: іл... Дата обращения: 27 мая 2019. Архивировано 20 июля 2020 года.
7. 1 2 3 4  Мостиска // Большая Советская Энциклопедия / редколл., гл. ред. Б. А. Введенский. 2-е изд. том 28. М., Государственное научное издательство «Большая Советская энциклопедия», 1954. стр.445-446
8. 1 2 3 4 5 6 7 8  Мостиска // Украинская Советская Энциклопедия. том 7. Киев, «Украинская Советская энциклопедия», 1982. стр.73
9. ↑   Архивная копия от 16 мая 2010 на Wayback Machine Мостиська — Довідка про Мостиська
10. ↑  Baliński M., Lipiński Т. Starozytna Polska. — T. 2. — Cz. 2. — S. 626.
11. ↑  Prochaska A. Historya miasta Stryja. — Lwów, 1926. — S. 30. 31.
12. ↑  Краснознамённый Киевский. Очерки истории Краснознамённого Киевского военного округа (1919—1979). — Издание 2-е, исправленное и дополненное. — Киев: издательство политической литературы Украины, 1979.
13. ↑  Указ Президиума Верховного совета СССР от 17 января 1940 года
14. ↑  № 2960. Социалистический путь = Соцiалiстичний шлях // Летопись периодических и продолжающихся изданий СССР 1986 - 1990. Часть 2. Газеты. М., «Книжная палата», 1994. стр.388
15. 1 2  Освобождение городов: Справочник по освобождению городов в период Великой Отечественной войны 1941—1945. / М. Л. Дударенко, Ю. Г. Перечнев, В. Т. Елисеев и др. — М.: Воениздат, 1985. — 598 с.
16. ↑  «3753013 Мостищенське районне підприємство "Агропромтехніка" ... 4542643 Мостищенський молочний завод ... 905712 Мостищенське районне підприємство "Агропромремтехніка""
Постанова Кабінету міністрів України № 343б від 15 травня 1995 р. «Перелік об'єктів, що підлягають обов’язковій приватизації у 1995 році» Архивная копия от 27 декабря 2018 на Wayback Machine
17. ↑  Мостиський прикордонний загін припиняє свою діяльність. Дата обращения: 2 августа 2020. Архивировано 7 июня 2020 года.
18. ↑  Израел отвори полева болница в Западна Украйна Архивная копия от 12 апреля 2022 на Wayback Machine // „Факти“ от 22 марта 2022
19. ↑  Рідні мови в об'єднаних територіальних громадах України — Український центр суспільних даних (укр.). Дата обращения: 24 февраля 2024. Архивировано 7 апреля 2023 года.
20. ↑  Банк даних — перепис 2001. Дата обращения: 24 февраля 2024. Архивировано 8 февраля 2023 года.
21. ↑  Про забезпечення функціонування української мови як державної. Дата обращения: 25 марта 2020. Архивировано 2 мая 2020 года.